# Vladimir Žigilij
Vladimir Viktorovič Žigilij (in russo Владимир Викторович Жигилий?; Oleksandrivka, 16 dicembre 1952) è un ex cestista sovietico, dal 1992 russo.

## Carriera
Con l'Unione Sovietica disputò due edizioni dei Giochi olimpici (Montréal 1976, Mosca 1980), due dei Campionati mondiali (1974, 1978) e tre dei Campionati europei (1975, 1977, 1979).